# کنستانتین یون پرهون
کنستانتین یون پرهون (انگلیسی: Constantin Ion Parhon؛ زاده ۱۵ اکتبر ۱۸۷۴ –  درگذشته ۹ اوت ۱۹۶۹) پزشک، سیاستمدار، و استاد دانشگاه اهل رومانی بود. وی از ۱۳ آوریل ۱۹۴۸ تا ۱۲ ژوئن ۱۹۵۲ رئیس‌جمهور رومانی بود.
کنستانتین یون پرهون در ۹ اوت ۱۹۶۹، در سن ۹۴ سالگی درگذشت. 
وی همچنین برندهٔ جوایزی همچون نشان لنین شده‌است.